# Circunscrições eclesiásticas católicas da África do Sul, Botsuana e Essuatíni
A Igreja Católica da África do Sul consistem em 5 províncias eclesiásticas, 21 dioceses e 1 vicariato apostólico. A Igreja Católica da Botswana está vinculada a Arquidiocese de Pretória através da Diocede de Gaborone, e Essuatíni está vinculada a Arquidiocese de Joanesburgo através da Diocese de Manzine.

## Conferência episcopal da África do Sul, Botsuana e Essuatíni

### Província eclesiástica de Bloemfontein
Somente a África do Sul.
- Arquidiocese de Bloemfontein
  - Diocese de Bethlehem
  - Diocese de Keimoes-Upington
  - Diocese de Kimberley
  - Diocese de Kroonstad

### Província eclesiástica da Cidade do Cabo
Somente a África do Sul.
- Arquidiocese da Cidade do Cabo
  - Diocese de Aliwal
  - Diocese de De Aar
  - Diocese de Oudtshoorn
  - Diocese de Porto Elizabeth
  - Diocese de Queenstown

### Província eclesiástica de Durban
Somente a África do Sul.
- Arquidiocese de Durban
  - Diocese de Dundee
  - Diocese de Eshowe
  - Diocese de Kokstad
  - Diocese de Mariannhill
  - Diocese de Umtata
  - Diocese de Umzimkulu

### Província eclesiástica de Joanesburgo
Inclui toda o Essuatíni.
- Arquidiocese de Joanesburgo
  - Diocese de Klerksdorp
  - Diocese de Manzini, cobrindo todo e apenas a Essuatíni
  - Diocese de Witbank

### Província eclesiástica de Pretória
Inclui todo o  Botswana.
- Arquidiocese de Pretória
  - Diocese de Gaborone cobrindo todo e apenas a Botswana
  - Diocese de Polokwane
  - Diocese de Rustenburg
  - Diocese de Tzaneen
  - Diocese de Francistown

## Ordinariado militar
Somente na África do Sul
- Ordinariado militar da África do Sul
- Vicariato apostólico de Ingwavuma